# Бельський Вадим Анатолійович
Вадим Анатолійович Бельський (1993—2023) — молодший сержант, боєць батальйону «Донбас», полку «Азов» та ОЗСП «Любарт», учасник російсько-української війни, який загинув під час російського вторгнення в Україну.

## Життєпис
Народився 23 квітня 1993 року у місті Ківерці Волинської області. Після закінчення місцевої школи навчався на історичному факультеті Волинського національного університету за спеціальністю «Політологія».
Після початку Революції Гідності став активним учасником Майдану з грудня 2013 року.
У 2014 році пішов добровольцем у «батальйон Донбас», звідки згодом перевівся у гвардійський полк «Азов», де став старшим командиром кулеметного відділу 4 чоти 3 роти, виконав багато бойових завдань, захищаючи Миколаївку Донецької області, Дебальцево, боронив Маріуполь[неавторитетне джерело]. Брав участь у багатомісячних боях за Широкине в 2015 році. Згодом брав участь у боях за Новотроїцьке.
Після завершення військової служби брав активну участь у діяльності «Національних Дружин», з 2020 року став бійцем Луцького осередку організації «Центурія»[неавторитетне джерело].
З початком російського вторгнення в Україну, 24 лютого 2022 року приєднався до Окремого загону спеціального призначення «Любарт».
Героїчно загинув 8 серпня 2023 року в районі населеного пункту Козачі Лагері під час операції по звільненню лівого берега Дніпра в районі окупованої Херсонщини.
Церемонія поховання відбулась у Свято-Покровському соборі м. Ківерці 17 серпня 2023 року.

## Вшанування пам'яті
2 жовтня 2023 року було вирішено перейменувати у місті Ківерці вулицю Озерна на честь загиблого воїна Вадима Бельського.
23 квітня 2024 року на факультеті історії, політології та національної безпеки Волинського національного університету відбулося відкриття меморіальної дошки на честь воїнів-випускників, які загинули, захищаючи Україну від російського агресора, серед яких — Вадим Бельський.
10 серпня 2024 року Луцький осередок «Центурії» організував турнір з ножового бою в честь полеглого легіонера Вадима  «Аркана» Бельского, На турнірі були присутні побратими Вадима, рідні та близькі, а також багато учасників організації з різних міст.

## Нагороди
- Орден «За мужність» III ступеня[9]